# نادية سالم (مخرجة)
نادية سالم (من مواليد عام 1946م) هي مخرجة مصرية.

## الحياة التعليمية
وُلدت نادية سالم في 23 سبتمبر عام 1946م. وحصلت على بكالوريوس الصحافة من كلية الآداب بالقاهرة عام 1969، ثم تخرجت بد ذلك من قسم الإخراج بالمعهد العالي للسينما بالقاهرة عام 1979م. انضمت بعد ذلك إلى المركز الوطني للسينما حيث أخرجت عدة أفلام وثائقية.
أخرجت فيلمها القصير وقائع شخصية لامرأة عصرية كمشروع للتخرج من مهد السينما العالي بالقاهرة، وقالت عنه أنها اختارت موضوعه المتعلق بالمرأة لأن قضايا المرأة من خلال الأعمال الفنية مسألة كانت تشغلها منذ كانت طالبة في معهد السينما.

## الحياة المهنية
بدأت نادية سالم حياتها الفنية كمخرجة أفلام تسجيلية في مركز الفيلم المصري، وكان أولها فيلم الطفل الشقيان عام 198م، لتقوم بعد ذلك بتجربتها الوحيدة في الأفلام الروائية الطويلة من خلال فيلم (صاحب الإدارة بواب العمارة عام 1985م. كما أخرجت أفلام وثائقية أخرى مثل الجن الأحمر، وزار، وسور مصر العظيم.
حصلت نادية عن فيلمها الطفل الشقيان على عدة جوائز من مهرجان موسكو ومهرجان ليبزج الدولي للأفلام القصيرة.

## روابط خارجية
- نادية سالم في قاعدة بيانات الأفلام على الإنترنت